# Chiesa della Madonna dei Lumi
La chiesa della Madonna dei Lumi si trova a San Gimignano all'estremità sud di via San Giovanni, a ridosso della porta San Giovanni, in provincia di Siena, arcidiocesi di Siena-Colle di Val d'Elsa-Montalcino.

## Storia e descrizione
La chiesa fu realizzata nel 1601 su disegno dell'architetto sangimignanese Francesco Panzini. All'interno è decorata da stucchi e dipinti a monocromo messi in opera nel 1794 da Pietro Scaliano.
Poiché ostruiva una parte della trafficata Porta San Giovanni venne parzialmente demolita nel 1922.

## Opere già in loco
Proviene da questa chiesa una tavola di Sebastiano Mainardi raffigurante la Madonna col Bambino e due angeli del 1500, attualmente nella Pinacoteca civica.